# Walter Herrmann
Walter Herrman (Venado Tuerto, província de Santa Fe, Argentina, 1979), és un jugador de bàsquet argentí. Juga d'aler i la seva samarreta predilecta és la número 5. La seva alçada és de 2,06 metres i pesa aproximadament 102 quilograms.

## Biografia
Va començar a jugar a basquet professionalment després d'acabar la secundària, i el seu primer equip va ser l'Olimpia de Venado Tuerto, participant amb ells quatre temporades. Des de 1996 fins al 2000 es va establir com un potent jugador, encara inexperimentat, però amb molts desitjos de triomfar i una agressivitat competitiva que els entrenadors van saber valorar. En un dels seus últims anys es va emportar dos premis molt importants: va ser el Novell l'Any de la lliga argentina el 1999 i també el campió del torneig d'esmaixades. Arribat l'any 2000 va ser venut a un dels equips més competitius del país, l'Atenes de Còrdova amb el qual va arribar a les finals del campionat de la lliga argentina. Una vegada més es va convertir en el campió del torneig d'esmaixades. El 2002 va ser venut al Baloncesto Fuenlabrada d'Espanya, després d'haver-se consolidat com l'MVP de la Lliga Argentina.
Amb el Fuenlabrada només va jugar durant una temporada, fins al dia en què va rebre la notícia que volien transferir l'Unicaja de Màlaga quan comencés la temporada 2003-04. Lamentablement, per aquest mateix temps, poc abans de rebre la notícia, Herrmann va patir gran tragèdia, ja que el 19 juliol 2003 part de la seva família viatjava en automòbil per una ruta quan de sobte va aparèixer un altre acte completament de cara a qui no van veure per la tremenda boirina que s'havia aixecat. Tots els passatgers van morir pràcticament a l'instant, sent expulsats dels vehicles o víctimes del terrible impacte per dins en els cotxes. Cristina Heinrich, mare de Walter, les seves dues filles de 10 i 14 anys i Yanina Garrone, xicota del jugador, van ser les víctimes de l'accident. Exactament un any després de tan terrible succés, el seu pare va morir d'un atac de cor mentre ell participava amb l'Argentina en les Olimpíades d'Atenes 2004.
Després d'aconseguir ser MVP de l'ACB, la Medalla d'Or en els jocs olímpics i diversos trofeus més amb la selecció argentina, l'únic que li quedava era triomfar a l'NBA. Per aquesta raó va signar contracte amb els Charlotte Bobcats abans del començament de la temporada 2006-07, sota recomanació del líder de les operacions dels Bobcats, Michael Jordan. El març del 2007 va ser declarat el novell del mes, ja que la seva habilitat havia ressaltat més que bé entre els altres jugadors potser més experimentats. Després de participar en 48 partits, la seva mitjana general va finalitzar el 9,2 punts, 2,9 rebots i una efectivitat del 77% des del camp de joc.
Molts pensaven que després de la seva primera temporada a l'NBA segurament tornaria a Espanya, però Jordan va dir que es quedaria, ja que els Bobcats no podien perdre un jugador amb tant potencial.

## Premis
- 1999 - Novell de l'any (Olimpia de Venado Tuerto).
- 1999 - Torneig d'esmaixades de la Lliga Argentina de Basketball.
- 2000 - Torneig d'esmaixades de la Lliga Argentina de Basketball.
- 2002 - Jugador Més Valuós de la Lliga Argentina de Basketball (Atenes de Còrdova).
- 2003 - MVP de l'ACB (Unicaja Màlaga).
- 2004 - Medalla d'Or en els Jocs Olímpics d'Atenes